# Psi3 d'Aquari
Psi3 d'Aquari (ψ3 Aquarii) és una estrella binària de la constel·lació d'Aquari. Està a 249 anys llum de la Terra. La component primària, ψ³ Aquarii A, és una nana de la seqüència principal blanca del tipus A de la magnitud aparent +4,99. La seva companya, ψ³ Aquarii B, és una estrella de l'11a magnitud a 1,5 segons d'arc de la primària.